# Чулымка
Чулымка — посёлок в Ачинском районе Красноярского края России. Входит в состав Ключинского сельсовета.

## География
Посёлок расположен в 33 км к югу от райцентра Ачинск.

## Население
| 1989 | 2002 | 2010 |
| ---- | ---- | ---- |
| 30   | ↘25  | ↘11  |

Гендерный состав
По данным Всероссийской переписи населения 2010 года 5 мужчин и 6 женщин из 11 чел.